# Wunderbau (Wuppertal)

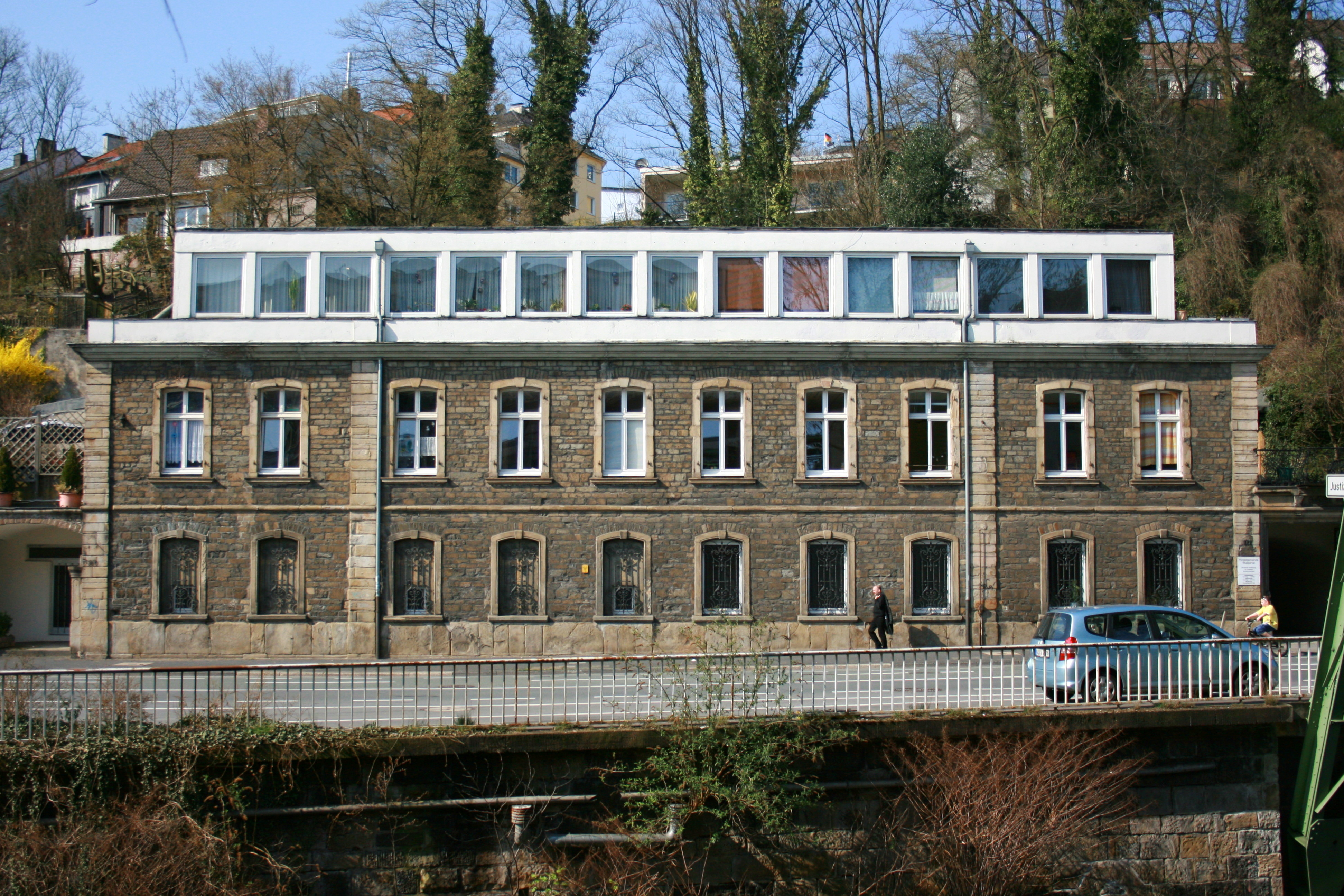

Wunderbau ist der volkstümliche Name des ältesten profanen Naturstein-Gebäudes im Wuppertaler Stadtteil Elberfeld.
Das Haus wurde 1754 für den Kaufmann und Weinhändler Peter vom Heydt vermutlich unter der Bauleitung Johann Georg Leydels am felsigen Südhang des Hardtbergs im Stil des Barock erbaut. Das Baumaterial wurde durch Schieferabbruch aus dem Fels gewonnen, der so mit mehreren hohen Terrassen versehen wurde. In den Fels wurden Weinkeller gesprengt. Auf den Felsterrassen ließ vom Heydt prächtige Gärten anlegen, denen das Gebäude in Anlehnung an das Weltwunder der Hängenden Gärten der Semiramis seinen Namen verdanken soll. Ein Brunnen im Fels speiste Springbrunnen und einen Wasserfall, Grotten, Statuen und ein Liebestempel standen hier zwischen Rasenrabatten und Bäumen. Bemerkenswert war jedoch auch die völlige Ausführung des Baus aus Natursteinen, was bis dahin Kirchenbauten vorbehalten war.
Die Fassade des zweistöckigen, zehnachsigen Gebäudes ist durch senkrechte Werkstein-Lisenen in drei Teile gegliedert, über ihr erhob sich ursprünglich ein barockes Mansarddach. Rechts des Gebäudes befindet sich eine Toreinfahrt unter einer Terrasse mit barocken schmiedeeisernen Geländern. Das Gebäude besaß 45 Räume, unter anderem große Säle, und war auch im Innern äußerst prächtig mit Deckengemälden und reichem Figurenschmuck ausgestattet.
Im 19. Jahrhundert wurde der Bau an einen Textilienhändler verkauft. Einem Bombenangriff 1943 widerstanden die knapp zwei Meter dicken Außenmauern, das Dach und das Gebäudeinnere wurden jedoch vollständig zerstört. Der Wiederaufbau in den 1960er Jahren ersetzte das Dach durch ein flachgedecktes Terrassengeschoss. 1966 kaufte die Wuppertaler Pfingstgemeinde e. V. das Gebäude und benutzt es seither für ihre Telefonseelsorge, die Kellergewölbe seit 1973 als Gottesdienstraum mit 150 Plätzen. Seit 1987 steht das Gebäude unter Denkmalschutz.
Die Pfingstgemeinde hatte sich Mitte 2015 in „Christliches Zentrum“ (CZ) umbenannt. Nach Weggang des Pastors und Mitgliederschwund hat sich die Pfingstgemeinde Anfang 2016 entschlossen, sich der Christus-Gemeinde Wuppertal anzuschließen. In dem Gewölbekeller finden weiterhin die Gottesdienste statt.